# 会宁府路
会宁府路，金正隆二年（1157年）改上京路置，治会宁府（今黑龙江阿城市南白城）。辖境约当今黑龙江中下游，乌苏里江、松花江、嫩江流域和大兴安岭一带。大定十三年（1173年）复为上京路。